# Empath (album)
Empath è l'ottavo album in studio del cantautore canadese Devin Townsend, pubblicato il 29 marzo 2019 dalla Inside Out Music.

## Tracce
Testi e musiche di Devin Townsend, eccetto dove indicato.
1. Castaway – 2:28
2. Genesis – 6:05
3. Spirits Will Collide – 4:39
4. Evermore – 5:30
5. Sprite – 6:37
6. Hear Me – 6:30
7. Why? – 4:59
8. Borderlands – 11:02
9. Requiem – 2:46
10. Singularity – 23:32

Tests of Manhood – CD bonus nell'edizione limitata
1. The Contrarian (Demo) – 5:41
2. King (Demo) – 5:29
3. The Waiting Kind (Demo) – 3:54
4. Empath (Demo) – 5:11 (musica: Devin Townsend, Mike Keneally)
5. Methuselah (Demo) – 4:07 (musica: Devin Townsend, Mike Keneally)
6. This Is Your Life (Demo) – 4:15
7. Gulag (Demo) – 5:38
8. Middle Aged Man (Demo) – 3:25
9. Total Collapse (Demo) – 5:41
10. Summer (Demo) – 6:15

Contenuto bonus nella The Ultimate Edition
- BD 1

1. Castaway (5.1 Surround Mix) – 2:30
2. Genesis (5.1 Surround Mix) – 6:05
3. Spirits Will Collide (5.1 Surround Mix) – 4:39
4. Evermore (5.1 Surround Mix) – 5:30
5. Sprite (5.1 Surround Mix) – 6:37
6. Hear Me (5.1 Surround Mix) – 6:30
7. Why? (5.1 Surround Mix) – 4:59
8. Borderlands (5.1 Surround Mix) – 11:02
9. Requiem (5.1 Surround Mix) – 2:46
10. Singularity: Adrift (5.1 Surround Mix) – 4:59
11. Singularity: I Am I (5.1 Surround Mix) – 3:29
12. Singularity: There Be Monsters (5.1 Surround Mix) – 4:37
13. Singularity: Curious Gods (5.1 Surround Mix) – 3:08
14. Singularity: Silicone Scientists (5.1 Surround Mix) – 2:55 (musica: Devin Townsend, Mike Keneally, Morgan Ågren)
15. Singularity: Here Comes the Sun! (5.1 Surround Mix) – 4:22
16. Castaway (Stereo Mix Visualizer) – 2:30
17. Genesis (Stereo Mix Visualizer) – 6:05
18. Spirits Will Collide (Stereo Mix Visualizer) – 4:39
19. Evermore (Stereo Mix Visualizer) – 5:30
20. Sprite (Stereo Mix Visualizer) – 6:37
21. Hear Me (Stereo Mix Visualizer) – 6:30
22. Why? (Stereo Mix Visualizer) – 4:59
23. Borderlands (Stereo Mix Visualizer) – 11:02
24. Requiem (Stereo Mix Visualizer) – 2:46
25. Singularity: Adrift (Stereo Mix Visualizer) – 4:59
26. Singularity: I Am I (Stereo Mix Visualizer) – 3:29
27. Singularity: There Be Monsters (Stereo Mix Visualizer) – 4:37
28. Singularity: Curious Gods (Stereo Mix Visualizer) – 3:08
29. Singularity: Silicone Scientists (Stereo Mix Visualizer) – 2:55 (musica: Devin Townsend, Mike Keneally, Morgan Ågren)
30. Singularity: Here Comes the Sun! (Stereo Mix Visualizer) – 4:22

- BD 2

1. Empath Documentary – 3:05
2. Empath Album Commentary – 17:10
3. Genesis 5.1 Mixing Lesson – 31:01
4. Acoustic Gear Tour – 8:35
5. Intro (Live in Leeds 2019) – 2:30
6. Let It Roll (Live in Leeds 2019) – 6:05
7. Funeral (Live in Leeds 2019) – 4:39
8. Deadhead (Live in Leeds 2019) – 5:30
9. Ih-Ah (Live in Leeds 2019) – 6:37
10. Love? (Live in Leeds 2019) – 6:30
11. Hyperdrive! (Live in Leeds 2019) – 4:59
12. Terminal (Live in Leeds 2019) – 11:02
13. Coast (Live in Leeds 2019) – 2:46
14. Solar Winds (Live in Leeds 2019) – 4:59
15. Thing Beyond Things (Live in Leeds 2019) – 3:29
16. King (Official Video) – 5:29

## Formazione
Musicisti
- Devin Townsend – voce, chitarra, sintetizzatore, basso (tracce 3-6, 9 e 10), computer, orchestrazione
- Reyne Townsend – voce aggiuntiva
- Shaun Verault – pedal steel guitar
- Niels Bye-Nielsen – orchestrazione
- The Lords of Music – orchestra
- Anup Sastry – batteria (tracce 2, 3, 4, 8 e 10)
- Morgan Ågren – batteria (tracce 2, 5, 7, 8 e 10)
- Samus Paulicelli – batteria (tracce 2, 6 e 10)
- Nathan Navarro – basso (tracce 2, 4, 7, 8 e 10)
- Elektra Women's Choir – voci aggiuntive (tracce 2-5, 7-10)
- Che Aimee Dorval – voce aggiuntiva (traccia 2)
- Elliot Desgagnés – voce death aggiuntiva (traccia 2-5, 7 e 10)
- Mike Keneally – chitarra e tastiera aggiuntive (tracce 2, 7, 8 e 10), voce aggiuntiva (traccia 8)
- Ron Getgood – voce narrante (intro traccia 5)
- Josefa Torres – voce aggiuntiva (traccia 5)
- Anneke van Giersbergen – voce aggiuntiva (tracce 6 e 10-VI)
- Chad Kroeger – voce aggiuntiva (traccia 6)
- Jessica – voce aggiuntiva (traccia 8)
- Eric Severinsen – voce, chitarra e tastiera aggiuntive (traccia 8), arrangiamento parti corali di Devin
- Mike Zimmer – voce aggiuntiva (traccia 8)
- Jess Vaira – voce aggiuntiva (traccia 8)
- Ryan Dahle – chitarra e tastiera aggiuntive (traccia 8)
- Callum Marinho – fischio (traccia 10)
- Steve Vai – assolo di chitarra (traccia 10-VI)

Produzione
- Devin Townsend – ingegneria del suono, produzione, missaggio
- Mike Keneally – coproduzione
- Try Glessner – co-missaggio, mastering
- Adam "Nolly" Getgood – co-missaggio, ingegneria del suono
- Chris Edkins – assistenza tecnica, ingegneria del suono
- Paul Silviera – assistenza tecnica, ingegneria del suono
- Spencer Bleasdale – assistenza tecnica
- Mike Foster – assistenza tecnica, ingegneria del suono
- Ricardo Germain – assistenza tecnica
- Sam Makar – assistenza tecnica, ingegneria del suono
- Callum Marinho – assistenza tecnica, ingegneria del suono
- Ben Searls – assistenza tecnica
- Ryan Dahle – assistenza tecnica, ingegneria del suono
- Erik Severinsen – ingegneria del suono
- Anup Sastry – ingegneria del suono
- Morgan Ågren – ingegneria del suono
- Ben Searles – ingegneria del suono

## Classifiche
| Classifica (2019)          | Posizione massima |
| -------------------------- | ----------------- |
| Australia                  | 10                |
| Austria                    | 21                |
| Belgio (Fiandre)           | 39                |
| Belgio (Vallonia)          | 72                |
| Finlandia                  | 2                 |
| Francia                    | 60                |
| Germania                   | 12                |
| Italia                     | 85                |
| Norvegia                   | 40                |
| Paesi Bassi                | 21                |
| Regno Unito                | 23                |
| Regno Unito (download)     | 10                |
| Regno Unito (physical)     | 13                |
| Regno Unito (rock & metal) | 1                 |
| Regno Unito (vinyl)        | 10                |
| Scozia                     | 13                |
| Stati Uniti                | 169               |
| Stati Uniti (digital)      | 16                |
| Stati Uniti (hard rock)    | 10                |
| Stati Uniti (rock)         | 36                |
| Stati Uniti (tastemaker)   | 5                 |
| Svizzera                   | 9                 |